# Daw, Mauretanien
Daw är en kommun i departementet Maghama i regionen Gorgol i Mauretanien. Kommunen hade 7 050 invånare år 2013.